# Callisia laui
Callisia laui là một loài thực vật có hoa trong họ Commelinaceae. Loài này được (D.R.Hunt) D.R.Hunt mô tả khoa học đầu tiên năm 1983.